# Борково-Велике (Мазовецьке воєводство)
Борково-Велике (пол. Borkowo Wielkie) — село в Польщі, у гміні Серпць Серпецького повіту Мазовецького воєводства.
Населення — 354 особи (2011).
У 1975-1998 роках село належало до Плоцького воєводства.

## Демографія
Демографічна структура станом на 31 березня 2011 року:
|          | Загалом | Допрацездатний вік | Працездатний вік | Постпрацездатний вік |
| -------- | ------- | ------------------ | ---------------- | -------------------- |
| Чоловіки | 168     | 44                 | 110              | 14                   |
| Жінки    | 186     | 56                 | 98               | 32                   |
| Разом    | 354     | 100                | 208              | 46                   |